# Art of Noise
Art of Noise — британская группа новой волны, образовавшаяся в 1983 году в Лондоне и исполнявшая электронную музыку, соединившую в себе элементы техно-попа и авангардного минимализма. 
Art of Noise, некоторое время культивировавшие имидж «антигруппы» (который предполагал полную анонимность участников), своё название заимствовали из эссе футуриста Луиджи Руссоло, одним из первых в начале XX века начавшего экспериментировать с шумовым искусством. 
Art of Noise выпустили четыре полноформатных студийных альбома, наиболее успешным из которых стал In Visible Silence (#18, 1986). Хитами становились песни «Beat Box», «Close (to the Edit) (c Мородер Джорджо)», «Moments In Love», «Paranoimia», «Legs», а также кавер-версии песен «Peter Gunn» (The Art of Noise feat. Duane Eddy, #8, 1986), которая была написана Генри Манчини ещё в 60-х годах, и «Kiss» (The Art of Noise feat. Tom Jones), которая была написана и исполнялась Принсом в 1986 году.

## История группы
Интеллектуальное ядро Art Of Noise составили продюсер Тревор Хорн и музыкальный журналист Пол Морли, которым помогали пианистка и композитор Энн Дадли (впоследствии ставшая центральной фигурой проекта), клавишник/программист Джей Джей Йечалик (англ. J.J. Jeczalik) и звукоинженер Гарри Лэнган (англ. Gary Langan В своих необычных композициях группа использовала мелодичные звуковые коллажи и искусство семплинга (Хорн был одним из первых, кто приобрёл семплер Fairlight CMI). Наиболее известные синглы первого состава группы — дебютный «Beat Box» (1983), привлёкший к себе внимание любителей брейкбита, и «Close (to the Edit)» (1984), впоследствии не раз напрямую «цитировавшийся» (в частности, «Firestarter» The Prodigy выстроен на его основе).
В 1985 году Дадли, Лэнган и Йечалик перешли с ZTT (лейбла, принадлежавшего Хорну) на China Records, сохранив право на название. С этих пор Art Of Noise функционировали уже как традиционная поп-группа, хотя наибольшего успеха каждый раз добивались в совместных работах — с Дуэйном Эдди («Peter Gunn», Грэмми 1986 года), (вымышленным) телеведущим Максом Хедрумом (Max Headroom, «Paranoimia», 1986) и Томом Джонсом (кавер «Kiss», композиции Принса, 1988).
Трио распалось в 1990 году. 
Лэнган приступил к продюсерской деятельности (ABC, Spandau Ballet, Ронан Китинг). 
Йечалик микшировал и ремикшировал пластинки исполнителей самого широкого жанрового диапазона (Стивен Даффи, Шэйкин’ Стивенс), 
Дадли приобрела известность как автор музыки к фильмам (премия «Оскар» за музыку в фильме «Мужской стриптиз») и телесериалам (в том числе «Дживс и Вустер»).
В 1999 году Хорн, Дадли и Морли реформировали Art Of Noise, пригласив к участию Лола Крима: квартет выпустил альбом The Seduction Of Claude Debussy: своего рода современный взгляд на наследие великого французского композитора сквозь «призму» хип-хопа и драм-н-бейс-культуры.

## Участники группы
- Энн Дадли (1983—1990, 1998—2000, 2007)
- Джей Джей Йечалик (1983—1990, 2007)
- Гарри Лэнган (1983—1986, 2007)
- Тревор Хорн (1983—1985, 1998—2000)
- Пол Морли (1983—1985, 1998—2000)
- Лол Крим (1998—2000)

## Дискография

### Альбомы
- 1983 — Into Battle With The Art of Noise (мини-альбом)
- 1984 — Who's Afraid Of The Art Of Noise?
- 1986 — In Visible Silence
- 1987 — In No Sense? Nonsense!
- 1989 — Below the Waste
- 1999 — The Seduction of Claude Debussy
- 2010 — Influence

## Компиляции и ремиксы
- Daft (1984)
- Re-works of Art of Noise (1987)
- The Best of the Art of Noise (1988)
- The Ambient Collection (1990)
- The FON Mixes (1991)
- The Best of the Art of Noise (1992)
- The Drum and Bass Collection (1996)
- Belief System / Bashful / An Extra Pulse Of Beauty (1999)
- Reduction (2000)
- The Abduction of the Art of Noise (2003)
- Reconstructed (2004)
- And What Have You Done With My Body, God? (бокс-сет, 4 CD, 2006)